# Museen zum Christlichen Orient
Die Museen zum Christlichen Orient umfassen die unterschiedlichste Formen und Arten von Museen.
Dies sind zum einen Kirchenmuseen (der Kopten, der Armenier etc.), die kirchliche Sakralkunst, wertvolle Manuskripte, Kirchengeschichte und kulturelle Beiträge ihrer Gläubigen ausstellen. Die Mehrzahl der kirchlichen Museen befinden sich
in den Ursprungsländern der Glaubensgemeinschaften. Sie sind vorwiegend neben einem Bischofspalast, Bischofskirche oder neben einem Klosterkomplex angegliedert.
Ferner existieren in Europa und Nordamerika in erster Linie Museen zum Beispiel zur Christlichen Archäologie im Orient, Ikonen, Byzanz oder Sammlungen in universitären Instituten sowie thematische oder Wanderausstellungen.

## Liste der Museen
a) Kirchenmuseen in dem Ursprungsländern:
- Armenisches Museum (Antelias), Sakralkunst, Manuskripte bis moderne Kunst, Bibliothek; (Lit: H. Goltz, 2000)
- Koptisches Museum (Kairo), Sakralkunst, Manuskripte (Nag-Hammadi-Schriften, Judas-Evangelium)
- Ikonen-Museum, Nikosia, Zypern (mit 150 Ikonen), weltweit bedeutendste Ikonensammlung der zypriotischen Kirche, neben dem Erzbischöflichen Palast
- Museum Balamand (Kloster Balamand), orthodox-orientalische Sakralkunst, Manuskripte, Bibliothek

In Europa/Nordamerika existieren in der Regel:
b) Ikonenmuseen, dafür aber ostkirchenübergreifend oder Museen von Orient- bzw. Ostkirchen
- Ikonen-Museum, Recklinghausen - bedeutendste Museum ostkirchlicher Kunst in der westlichen Welt.
- Ikonen-Museum Frankfurt - mit Wechselausstellungen z. B. mit griechisch-katholischen Ikonen aus den polnischen Karpaten 2006.

c) und sehr wenige kirchlichen Museen zum Christlichen Orient in der Diaspora:
- Museum der Mechitaristen, Wien - alte Armenischer Kunst sowie Bibliothek

d) Museen zur christlichen Archäologie bzw. Kultur im Orient:
In Archäologischen Museen über den Orient kann man auch einzelne frühchristliche Exponate (aus der Spätantike) bzw. Abteilungen zum Christlichen Orient finden (siehe Christliche Archäologie). Einige universitäre Institute besitzen auch eine
Exponatensammlung. Ferner gibt es speziell Museen zur Geschichte von ehemaligen Christlichen Herrschaftsgebieten und deren Kultur im Orient z. B. zu Byzanz.
- Museum für Byzantinische Kunst, Berlin
- Museum für Byzantinische Kultur, Thessaloniki (seit 1994)
- Byzantinisches Museum, Athen (seit etwa 1914) (s. a. Literatur)
- Oriental Institute Museum der Universität Chicago - Ägypten, Palästina, Assyrien
- Chanenko Museum, Kyjiw - Byzantinische Malerei, Ikonen des 6-12. Jahrhunderts

e) Thematische bzw. Wanderausstellungen:
Ferner existieren Wanderausstellungen in Museen und Sammlungen, die besondere Themen zum Christlichen Orient aufgreifen:
- 'Von Asklepius zu Felix Medicus: Wunderheilungen in der Spätantike' (Asklepieion, Athen, und Pilgerheiligtum des hl. Felix, Cimitile); November 2006-März 2007, Berlin, Ältere Kirchengeschichte u. Christliche Archäologie (HU), Museum für Medizingeschichte
- 'Der Glanz des christlichen Orients' im Frankfurter Ikonen-Museum, 2002-3 (s. a. Literatur).